# Pseudolaguvia vespa
Pseudolaguvia vespa — вид сомоподібних риб родини Sisoridae. Описаний у 2021 році.

## Поширення
Ендемік Індії. Виявлений у річці Тсюча в окрузі Мококчунг на півночі штату Нагаленд.